# شباب البومب 11 (مسلسل)
شباب البومب 11 هو مسلسل تلفزيوني سعودي كوميدي درامي، عرض في قناه روتانا خليجيه وعرض في 23 مارس 2023، من إخراج أشرف العبادي.

## قصة العمل
في قالب درامي اجتماعي كوميدي، وفي موسمه الحادي عشر، تستمر مغامرات وحكايات عامر وأصدقائه (تركي وشكش وياسر وكفتة)، ويلقي هذا الموسم الضوء على عدة موضوعات منها مونديال قطر لكرة القدم 2022، ومستحضرات التجميل وغيرها.

## الممثلون
- فيصل العيسى
- مهند الجميلي
- سلمان المقيطيب
- علي المدفع
- نجود أحمد
- فيصل المسيعيد
- محمد الدوسري
- عبد العزيز برناوي
- ريماس منصور
- ماجد مطرب فواز
- مريم عبد الرحمن
- وائل الحربي

- هيثم الخولي

شروق سالم